# Dießem
Dießem lub Diessheim – dzielnica miasta Krefeld w Niemczech, w kraju związkowym Nadrenia Północna-Westfalia, w rejencji Düsseldorf.

## Populacja

### Demografia
Według spisu ludności z 2023 roku w dzielnicy Dießem mieszkało 3595 mieszkańców, z czego 2303 to mężczyźni, a 2285 to kobiety. 3059 mieszkańców dzielnicy ma pochodzenie niemieckie, a 1529 pochodzenie zagraniczne.